# Ben Adriaensen
Ben Adriaensen (15 mei 1997) is een Belgische boogschutter. 

## Levensloop
Hij beoefent het boogschieten bij de Koninklijke Sint Sebastiaan Merksplas (KSM) met Francis Notenboom als begeleider.
Met recurve haalde hij de 28e plaats bij het wereldkampioenschap van 2015 in team en de 33e plaats individueel. In 2016 behaalde hij samen met Nico Thiry en Robin Ramaekers brons op het Europees kampioenschap in de discipline 'recurve team'. In 2016 en 2017 werd hij Belgisch kampioen (indoor en outdoor) bij zowel de junioren als de senioren. Ook in 2018 won hij het BK.